# 1950 aux échecs
| Années des échecs : 1947 - 1948 - 1949 - 1950 - 1951 - 1952 - 1953    |
| Décennies des échecs : 1920 - 1930 - 1940 - 1950 - 1960 - 1970 - 1980 |

Cet article présente les faits marquants de l'année 1950 aux échecs.

## Événements majeurs
Création de la norme de Grand maître international.

## Championnats nationaux
- Argentine : Carlos Maderna remporte le championnat[1],[2]. Chez les femmes, Paulette Schwartzmann s’impose.
- Autriche : Rudolf Palme remporte le championnat[3]. Chez les femmes, Salome Reischer s’impose lors de la reprise du championnat féminin[4].
- Belgique : Robert Lemaire remporte le championnat[5]. Chez les femmes, pas de championnat[6].
- Brésil : Jose Thiago Mangini remporte le championnat[7].
- Canada : Pas de championnat[8].
- Écosse : PB Anderson remporte le championnat[9]
- Espagne : Arturo Pomar remporte le championnat[10]. Chez les femmes, c’est Gloria Velat qui s’impose, lors de la première édition du championnat féminin[11].
- États-Unis : Pas de championnat[Note 1],[12] masculin, ni féminin[13].
- Finlande: Kaarle Ojanen remporte le championnat[14].
- France : César Boutteville remporte le championnat [15]. Chez les femmes, pas de championnat[16].

- Pays-Bas : Max Euwe remporte le championnat[17]. Chez les femmes, c’est Fenny Heemskerk qui s’impose.
- Pologne : Wiktor Balcarek remporte le championnat[18].
- Royaume-Uni : Reginald Broadbent remporte le championnat[19].

- Suisse : Hans Johner remporte le championnat [20]. Chez les dames, c’est Elisabeth Schild qui s’impose[21].
- RSS d'Ukraine : Efim Geller remporte le championnat[22],[23], dans le cadre de l’U.R.S.S.. Chez les femmes, Berta Vaisberg et A. Rubinchyk s’imposent[24].
- RFP Yougoslavie : Svetozar Gligoric remporte le championnat[25],[26]. Chez les femmes, Verica Jovanović s’impose.

## Divers
- Nouvelle création de la Fédération allemande des échecs[27], après sa dissolution en 1933.

## Naissances
- Juan Manuel Bellón López (8 mai), GMI espagnol et suédois.
- Ljubomir Ljubojević

## Nécrologie
- En 1950 : Mečislovas Birmanas (en)
- 27 mai : Maurice Wertheim (en)
- 13 juillet : Harold Saunders (en)
- 11 août : Movsas Feigins (en)
- 30 octobre : Boris Verlinski